# Actinodontida
Actinodontida zijn een uitgestorven orde van de tweekleppigen.

## Taxonomie
De volgende taxa zijn bij de orde ingedeeld:
- † Superfamilie Amnigenioidea Khalfin, 1948
  -  † Familie Amnigeniidae Khalfin, 1948
  -  † Familie Montanariidae Scarlato & Starobogatov, 1979
  -  † Familie Zadimerodiidae Guo, 1988
- † Superfamilie Anodontopsoidea S. A. Miller, 1889
  -  † Familie Actinodontidae Davies, 1933
  -  † Familie Anodontopsidae S. A. Miller, 1889
  -  † Familie Baidiostracidae Fang & Cope, 2008
  -  † Familie Cycloconchidae Ulrich, 1894
  -  † Familie Intihuarellidae Sánchez, 2003
  -  † Familie Redoniidae Babin, 1966
- † Superfamilie Nyassoidea S. A. Miller, 1877
  -  † Familie Nyassidae S. A. Miller, 1877
- † Superfamilie Oriocrassatelloidea Boyd & Newell, 1968
  -  † Familie Crassatellopsidae Carter, 2011
  -  † Familie Oriocrassatellidae Boyd & Newell, 1968
- † Superfamilie Palaeomuteloidea Lahusen, 1897
  -  † Familie Palaeomutelidae Lahusen, 1897